# Lebanon (Kansas)
Lebanon – miasto w Stanach Zjednoczonych, w stanie Kansas, w hrabstwie Smith.